# Lygropia heliosalis
Lygropia heliosalis là một loài bướm đêm trong họ Crambidae.